# Assedio di Tourane
L'assedio di Tourane (settembre 1858 – marzo 1860) fu una vittoria ottenuta dai vietnamiti sui francesi e gli spagnoli durante la campagna di Cocincina. Nel settembre 1858 una spedizione congiunta franco-spagnola, al comando dell'ammiraglio Charles Rigault de Genouilly, riuscì ad occupare la città di Tourane (moderna Đà Nẵng), ma fu in seguito costretta ad evacurala, dopo un lungo assedio, nel marzo 1860.

## Contesto
La persecuzione dei cristiani da parte degli imperatori della Dinastia Nguyễn fu causa di alcuni interventi francesi in Vietnam. Inizialmente i capitani delle navi francesi che si trovavano in Estremo Oriente ricevettero l'ordine di negoziare con le autorità vietnamite quando si verificavano casi di persecuzione. Il 25 febbraio 1843 il capitano di fregata Favin-Lévêque, al comando della nave da guerra francese Héroine ancorò al largo di Tourane ed ottenne il rilascio di cinque missionari. Nel 1845 il capitano di fregata Fornier-Duplan, al comando della corvetta francese Alcmène, si recò a Tourane ed ottenne il rilascio di Dominique Lefèbvre, il vicario apostolico francese della Bassa Cocincina. Con l'intensificarsi delle persecuzioni sotto l'imperatore vietnamita Tự Đức, salito al trono nel 1847, i francesi cambiarono atteggiamento ed intervennero militarmente: il 15 aprile 1847 ebbe luogo la battaglia navale di Tourane e il 26 settembre 1856 una nave da guerra francese bombardò Tourane ed effettuò uno sbarco di truppe.
Nel 1857 l'imperatore vietnamita Tự Đức fece giustiziare due missionari cattolici spagnoli. Non si trattava del primo caso del genere, ma nelle occasioni precedenti i governi occidentali avevano deciso di non intervenire. In questa occasione, però, Francia e Gran Bretagna avevano appena inviato una spedizione militare congiunta in Cina, contro l'impero Qing, in occasione della seconda guerra dell'oppio e quindi i francesi avevano a disposizione truppe per effettuare un intervento in Vietnam. Nel novembre 1857 l'imperatore francese Napoleone III autorizzò l'ammiraglio Charles Rigault de Genouilly a lanciare una spedizione punitiva contro i vietnamiti. Nel settembre del 1858, una spedizione congiunta franco-spagnola sbarcò a Tourane, il cui porto costituiva un'ottima base operativa per compiere una campagna militare contro l'Annam.

## Forze impegnate
La nave ammiraglia di Rigault de Genouilly era la fregata da 50 cannoni Némésis. Era accompagnata dalle corvette da 12 cannoni Primauguet e Phlégéton, dalle cannoniere a vapore Alarme, Avalanche, Dragonne, Fusée e Mitraille, e dalle navi da trasport a vapore Durance, Saône, Gironde, Dordogne e Meurthe. La marina spagnola era rappresentata dalla nave portadispacci El Caño. La flottiglia potrebbe anche aver incluso la corvetta Laplace e l'avviso Régent (o Prégent), menzionati in Histoire militaire (1931) di Thomazi ma non in China and Her Neighbours (1893) di Gundry né in Conquête (1934) di Thomazi. I trasporti trasportavano una forza di sbarco composta da due battaglioni di fanteria marina francese rinforzati (1000 uomini), da una batteria di artiglieria marina e da 1000 soldati provenienti dalla guarnigione spagnola delle Filippine (550 spagnoli e 450 uomini della fanteria leggera filippina, per lo più tagalog e bisaya, noti ai francesi come chasseurs tagals).
Tourane si trova sulla riva meridionale dell'omonima baia. Le sue principali difese erano situate sulla penisola di Tiên Sa (attuale penisola di Sơn Trà), sul lato orientale della baia. I vietnamiti avevano costruito cinque grandi forti lungo il lato occidentale della penisola, a protezione degli approcci alla città (vedi mappa). Questi forti erano conosciuti dai francesi come Fort de l'Aiguade, Fort de l'Observatoire, Fort du Nord, Fort de l'Est e Fort de l'Ouest. Tra un forte e l'altro erano dispiegate diverse batterie costiere.

Queste erano difese potenzialmente imbattibili:
La baia era difesa da diversi forti. Alcuni di questi risalivano al periodo di Pigneau de Béhaine e Olivier de Puymanel, ma erano tutti in buone condizioni, "molto superiori", disse l'ammiraglio, dopo averli visitati, "a qualsiasi cosa abbiamo visto in Cina". I cannoni, di grosso e medio calibro, erano montati su carri moderni, la polvere da sparo proveniva dalla Gran Bretagna e la fanteria era armata con buoni fucili, fabbricati in Belgio o in Francia. Le loro armi, nelle mani di soldati addestrati, sarebbero state in grado di affondare l'intera divisione navale, e ci aspettavamo che i difensori, come minimo, opponessero una seria resistenza.
Tourane era difesa da una guarnigione vietnamita di 2000 soldati provinciali (vietnamita: Binh lính ở các tỉnh) sotto il comando del Chưởng cơ (tenente colonnello) Đào Trí e del governatore delle provincie di Quảng Nam e di Quảng Ngãi Trần Hoằng; la guarnigione poi fu rinforzata con 2000 soldati dell'"esercito centrale" (vietnamita: Vệ binh) di Huế, sotto il comando del Ngũ quân Đô thống (comandante generale dei cinque eserciti) Lê Đình Lý.

## Conquista di Tourane e della penisola di Tiên Sa

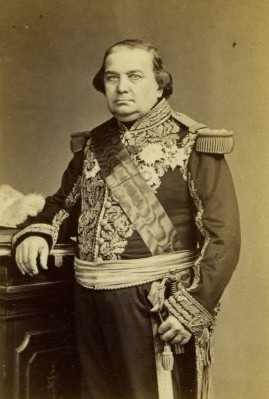
L'ammiraglio Charles Rigault de Genouilly (1807–1873)

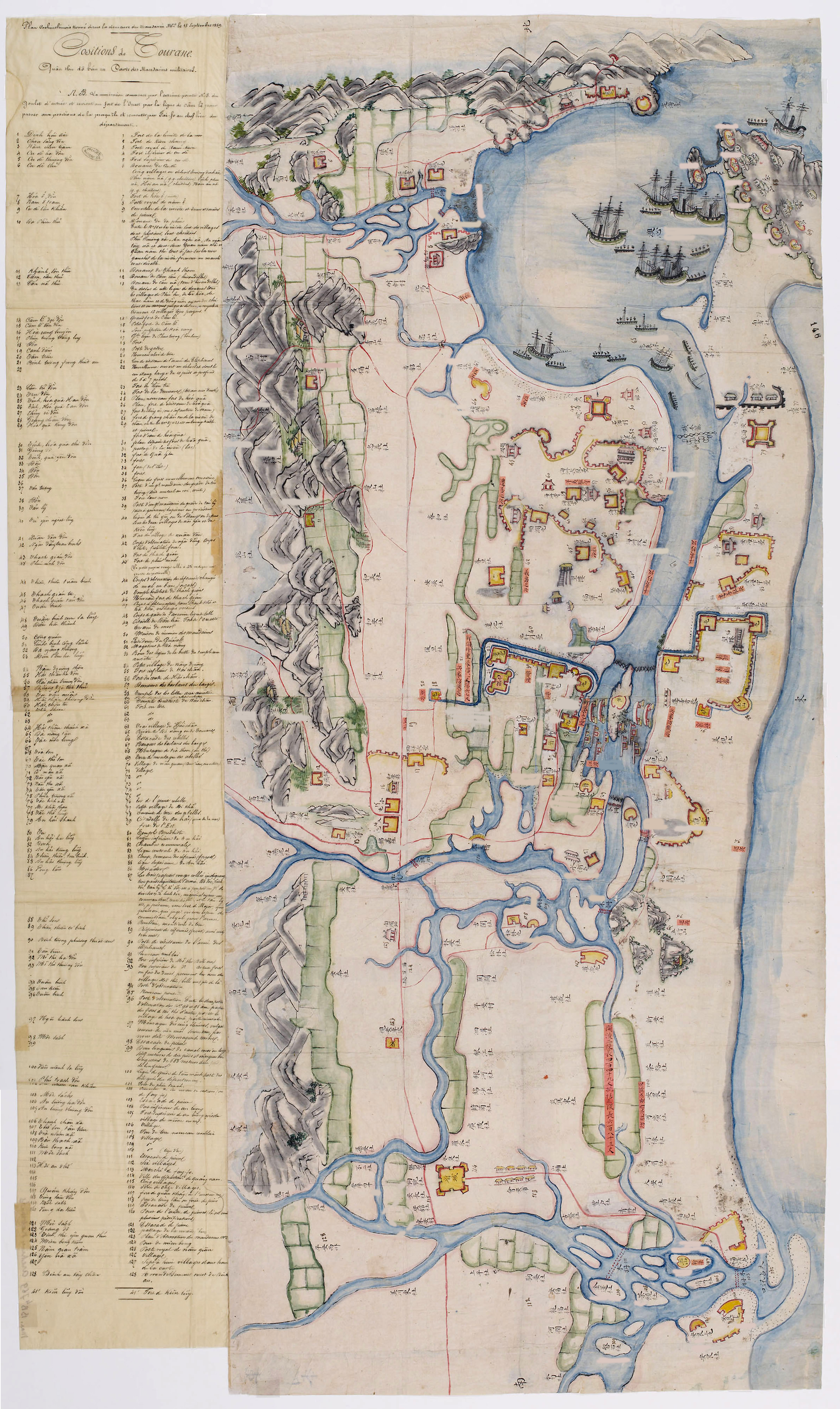
Mappa di Tourane trovata nella casa di un mandarino dell'esercito vietnamita nel 1859. La mappa mostra annotazioni in sino-vietnamita, mentre la legenda è in francese

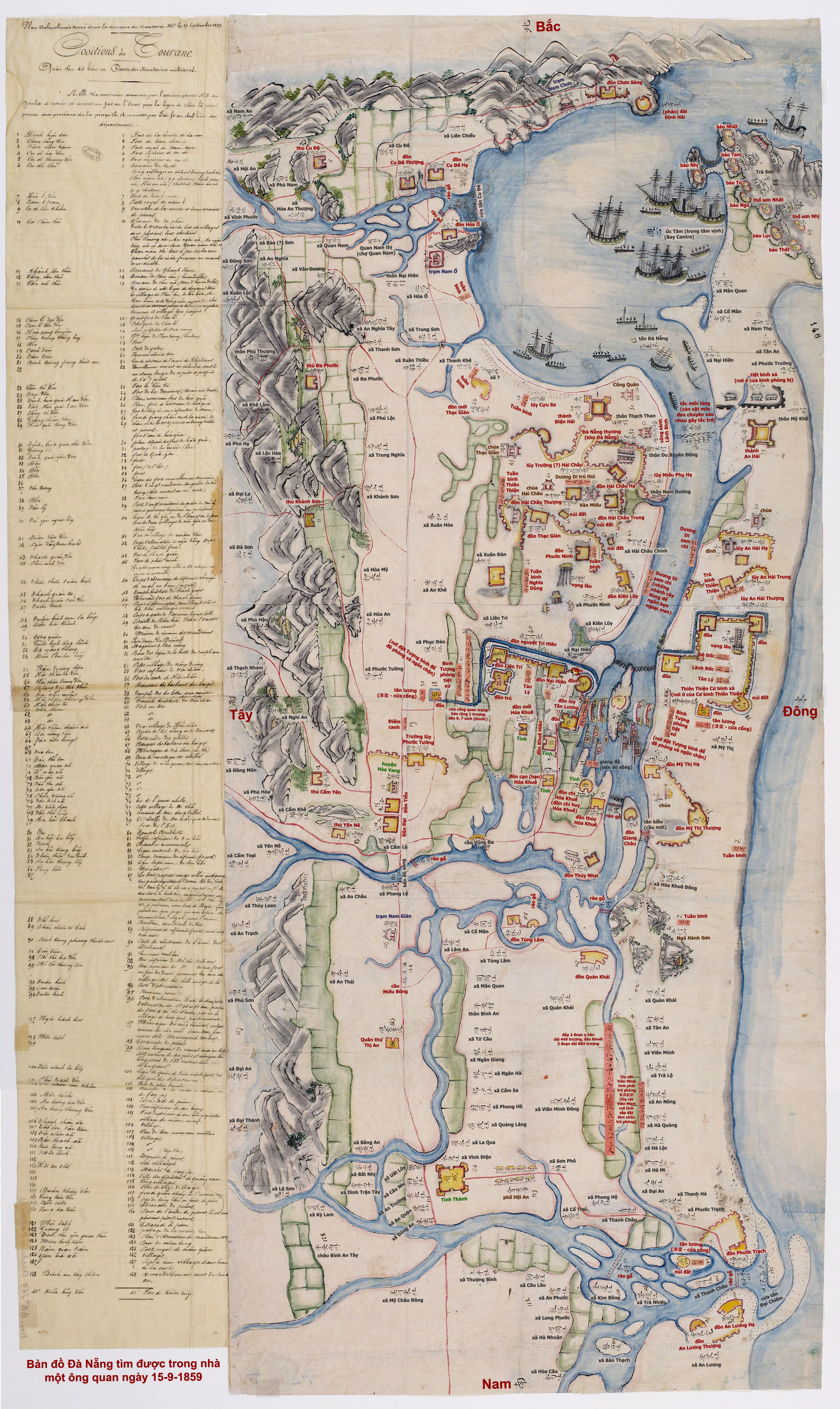
La mappa di Tourane con la trascrizione in vietnamita delle annotazioni

La spedizione alleata arrivò all'ingresso della baia di Tourane al calar della notte del 31 agosto 1858. All'alba del 1º settembre 1858 le navi da guerra presero posizione di fronte ai cinque forti vietnamiti della penisola di Tiên Sa.
Nella mattinata del 1º settembre 1858 l'ammiraglio Rigault de Genouilly inviò un ultimatum ai vietnamiti con l'ordine di consegnare i forti entro due ore. L'ultimatum fu portato a terra da un ufficiale di stato maggiore francese e lasciato all'ingresso del Fort de l'Aiguade. Non essendo pervanuta alcuna risposta entro il tempo stabilito, l'ammiraglio francese ordinò alla flottiglia alleata di aprire il fuoco, issando una bandiera francese sull'albero maestro del Némésis e una bandiera spagnola sull'albero di mezzana.
Le navi da guerra della flottiglia alleata misero presto fuori gioco i cannoni del gruppo settentrionale dei forti vietnamiti. La risposta vietnamita fu debole e nessuna delle navi alleate subì danni. Rigault de Genouilly fece allora scendere a terra le compagnie da sbarco del Némésis, del Primauguet e del Phlégéton, agli ordini del capitano di vascello Reynaud. I marinai catturarono facilmente il loro primo obiettivo, il Fort de l'Aiguade, caricando le posizioni vietnamite al grido di Vive l'Empereur!. La lettera con l'ultimatum inviata ai vietnamiti da Rigault de Genouilly fu trovato su un tavolo all'interno del forte, ancora chiusa. Gli attaccanti riuscirono anche a sopraffare una batteria di terra vietnamita un po' più a ovest del forte. Mentre questo attacco era in corso, altri soldati francesi sbarcarono dalle navi.
Anche gli obiettivi meridionali, il Fort de l'Est e il Fort de l'Ouest furono presi senza difficoltà. Due cannoniere francesi e la nave spagnola El Caño si ancorarono all'entrata del fiume Đà Nẵng e bombardarono i due forti; mentre gli attaccanti si avvicinavano, una granata scoppiò all'interno del Fort de l'Est e i sopravvissuti della guarnigione vietnamita abbandonarono immediatamente le loro posizioni, così come i difensori del Fort de l'Ouest.
La maggior parte dei vietnamiti riuscì a fuggire dalla penisola di Tiên Sa, salvo i difensori del Fort de l'Observatoire, che non furono in grado di abbandonare le loro posizioni in tempo utile. I francesi presero d'assalto il forte e i suoi difensori furono uccisi sul posto o fatti prigionieri. Gli alleati proseguirono la loro azione riuscendo ad occupanre Tourane e la penisola di Tiên Sa.

## Assedio di Tourane
Il 2 febbraio 1859 l'ammiraglio Rigault de Genouilly, con il grosso delle sue forze, lasciò Tourane, per lanciare un attacco a Saigon. A Tourane restarono solo una piccola guarnigione di soldati e marinai, sotto il comando del capitano di vascello Thoyon, e due cannoniere. Nel frattempo, la penisola di Tourane era stata messa sotto assedio da un esercito vietnamita al comando di Nguyễn Tri Phương. L'assedio durò diversi mesi, anche se ci furono relativamente pochi scontri. I vietnamiti adottarono la tattica della terra bruciata, devastando la campagna intorno a Tourane nella speranza di affamare i francesi e gli spagnoli.
L'8 maggio 1859 Rigault de Genouilly guidò personalmente 1500 soldati e marinai francesi in un vittorioso assalto alle trincee vietnamite. Un certo numero di terrapieni vietnamiti furono distrutti e diversi cannoni furono catturati e portati fra linee francesi. Le perdite francesi furono di 78 uomini, tra morti e feriti.

### Scontro di Cẩm Lệ (15settembre1859)
Un secondo assalto francese alle posizioni vietnamite, altrettanto riuscito, ebbe luogo a Cẩm Lệ il 15 settembre 1859. I vietnamiti avevano fortificato una linea di difesa lunga un chilometro e mezzo, costituita da fortini collegati da trincee. Fossati pieni d'acqua erano stati scavati davanti alle trincee e le difese erano coronate da pali di bambù con punte acuminate. La guarnigione alleata di Tourane era stata recentemente rinforzata da otto compagnie di fanteria di marina e Rigault de Genouilly fu in grado di radunare tre colonne per effettuare un attacco. Le tre colonne erano al comando del tenente colonnello Reybaud, del colonnello Lanzarote e del capitano di vascello Reynaud ed erano sostenute da una forte riserva sotto il comando del chef de bataillon Breschin. La colonna di Reybaud consisteva in quattro compagnie del 2º reggimento di fanteria di marina, tre compagnie del 3º reggimento di fanteria di marina e distaccamenti dell'artiglieria e del genio. La colonna di Lanzarote era costituita da truppe spagnole. La colonna di Reynaud era formata dalle compagnie da sbarco delle navi, da una compagnia di fanteria di marina e da distaccamenti dell'artiglieria e del genio. La riserva di Breschin consisteva in tre compagnie di fanteria di marina e da artiglieria. I francesi e gli spagnoli presero d'assalto le linee vietnamite e misero in fuga i loro difensori. Le perdite francesi a Cẩm Lệ furono 10 morti e 40 feriti. Diverse centinaia di vietnamiti furono uccisi o feriti e i francesi e gli spagnoli catturarono anche 40 cannoni nemici. Il comandante vietnamita Lê Đình Lý fu ferito a morte nello scontro.
Nonostante queste vittorie tattiche, i francesi non furono in grado di rompere l'assedio di Tourane. Nel frattempo un'epidemia di colera scoppiò sia tra le forze a terra sia sulle navi. Tra il 1º giugno 1859 e il 1859, 200 soldati francesi morirono di colera a Tourane e un battaglione che si era unito alla guarnigione alla fine di aprile 1859 perse un terzo della sua forza nel giro di due mesi.

### François Page sostituisce Rigault de Genouilly (19ottobre1859)

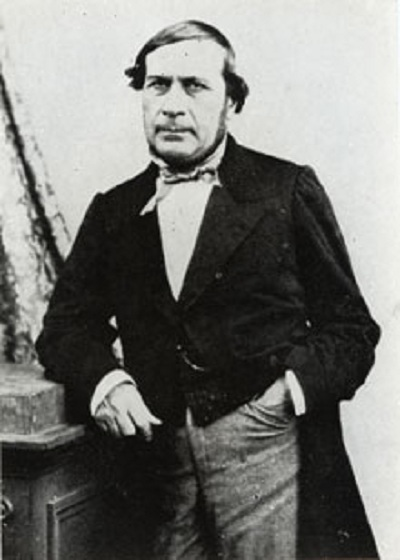
L'ammiraglio Théogène François Page

Nell'autunno del 1859 Rigault de Genouilly, la cui condotta durante la guerra era stata oggetto di critiche, fu rimpatriato e sostituito al comando della spedizione alleata dal contrammiraglio François Page. Page sbarcò a Tourane il 19 ottobre 1859 e al suo arrivo fece una proposta di pace ai vietnamiti che prevedeva la fine della persecuzione dei cristiani, l'installazione di consoli francesi in Vietnam e alcuni privilegi commerciali. Questi erano termini piuttosto moderati, ma i vietnamiti non li accettarono e tirarono per il lungo i negoziati, confidando nel fatto che i francesi, alla fine, avrebbero lasciato il Vietnam a mani vuote.

### Presa dei forti di Kien Chan (18novembre1859)
Preso atto dell'inutilità dei negoziati, Page ordinò un terzo attacco alle linee d'assedio vietnamite. L'attacco era diretto contro i forti di Kien Chan che, posti a nord della baia di Tourane, sbarravano la strada per Huế. Lo scopo principale di questa operazione era più politico che militare, ed era quello far capire ai vietnamiti che i francesi non erano disposti a fare la pace a qualsiasi prezzo. Il 18 novembre 1859 il Némésis e il Phlégéton (trainati rispettivamente dal Prégent e dal Norzagaray, una nave portadispacci recentemente acquistata a Manila), le cannoniere Avalanche e Alarme, la nave da trasporto Marne e la nave portadispacci spagnola Jorgo Juan (che aveva sostituito l'El Caño) si ancorarono al largo dei forti di Kien Chan e iniziarono un intenso bombardamento. In poco tempo le navi da guerra alleate avevano distrutto i forti e messo fuori uso i loro cannoni. Le perdite non riguardarono solo i vietnamiti: il tenente colonnello Dupré-Déroulède, ufficiale superiore del genio francese, fu tagliato in due da una palla di cannone mentre si trovava sul ponte del Némésis. Lo stesso colpo uccise un marinaio francese, ne ferì diversi altri, macchiando di sangue lo stesso ammiraglio Page. Messi a tacere i forti, truppe da sbarco francesi furono fatte scendere a terra, ma scoprirono che i vietnamiti avevano abbandonato le loro posizioni. I francesi avevano ottenuto un'altra vittoria tattica, sopraffacendo i difensori vietnamiti e catturando i forti, ma anche in questa occasione la vittoria non aveva alcuna importanza strategica.

### Evacuazione alleata di Tourane (22marzo1860)
Alla fine i francesi decisero di abbandonare Tourane e concentrare i loro sforzi intorno a Saigon. I preparativi per l'evacuazione iniziarono nel febbraio 1860. I francesi e gli spagnoli disarmarono i forti vietnamiti che avevano occupato, li fecero saltare uno per uno e bruciarono le loro baracche. Gli ultimi soldati lasciarono la città il 22 marzo 1860, senza alcun ostacolo da parte dei vietnamiti. L'unica traccia lasciata dai venti mesi di occupazione franco-spagnola era un cimitero in cui erano stati sepolti i loro morti.

## Conseguenze
La spedizione aveva impegnato molte risorse senza alcun risultato utile e l'evacuazione di Tourane fu un'imbarazzante ammissione di fallimento. Tự Đức fu molto incoraggiato dall'esito dell'assedio e fece proclamare la notizia della fuga degli alleati in tutto il Vietnam.
A lungo termine, tuttavia, il fallimento della spedizione non cambiò corso della guerra. Lo stallo militare intorno a Saigon fu rotto nel 1861, quando la fine della guerra con la Cina liberò le risorse militari francesi necessarie per un'azione contro il Vietnam. A partire dall'importante vittoria franco-spagnola nella battaglia Kỳ Hòa del 24 e 25 febbraio 1861, gli alleati cominciarono a prendere il sopravvento. La conquista francese di Mỹ Tho, nell'aprile 1861, e quella di Biên Hòa e Vĩnh Long, all'inizio del 1862, costrinsero i vietnamiti a chiedere la pace nell'aprile 1862. Quella che era iniziata come una piccola spedizione punitiva si era trasformata in una guerra lunga, amara e costosa ed era impensabile che la Francia uscisse da questa lotta a mani vuote. Tự Đức fu costretto a cedere alla Francia le tre province più meridionali del Vietnam, quelle di Biên Hòa, Gia Định (Saigon) e Định Tường. Nacque così la colonia francese della Cocincina, con capitale Saigon.